# Superliga hokeja na trawie (2019/2020)
Superliga hokeja na trawie (2019/2020) – 83. edycja rozgrywek o drużynowe mistrzostwo Polski mężczyzn, a pierwsza pod nadzorem spółki "Hokej Superliga". 
Rozgrywki prowadzone były z udziałem 8 drużyn i były podzielone na dwie fazy: zasadniczą i play-off. 
Z powodu pandemii COVID-19 rozegrano tylko rundę jesienną fazy zasadniczej. Dwa czołowe zespoły po rundzie jesiennej rozegrały mecz o mistrzostwo Polski, a drużyny z miejsc 3-4 o brązowy medal. Nikt nie został zdegradowany i nikt nie awansował do Superligi.
Mistrzem Polski po raz 24. został Grunwald Poznań. Najlepszym strzelcem został Krystian Makowski z Pomorzanina, który zdobył 12 goli.

## Faza zasadnicza
| Lok. | Drużyna                    | Mecze | Punkty | Bramki |
| ---- | -------------------------- | ----- | ------ | ------ |
| 1.   | WKS Grunwald Poznań        | 7     | 19     | 35-8   |
| 2.   | KS Pomorzanin Toruń        | 7     | 15     | 29-15  |
| 3.   | KS AZS AWF Poznań          | 7     | 13     | 16-14  |
| 4.   | LKS Gąsawa                 | 7     | 11     | 18-26  |
| 5.   | KS Warta Poznań            | 7     | 9      | 17-23  |
| 6.   | AZS Politechnika Poznańska | 7     | 7      | 18-30  |
| 7.   | UKH Start 1954 Gniezno     | 7     | 6      | 17-24  |
| 8.   | LKS Rogowo                 | 7     | 4      | 18-28  |

     Play-off o mistrzostwo Polski
     Play-off o brązowy medal

## Faza play-off

### Mecz o Mistrzostwo Polski
| Drużyna             | Wynik | Drużyna             |
| ------------------- | ----- | ------------------- |
| WKS Grunwald Poznań | 2:1   | KS Pomorzanin Toruń |

### Mecz o III miejsce Mistrzostw Polski
| Drużyna           | Wynik | Drużyna    |
| ----------------- | ----- | ---------- |
| KS AZS AWF Poznań | 2:5   | LKS Gąsawa |

## Medaliści
| Lp. | Drużyna             |
| --- | ------------------- |
| 1.  | WKS Grunwald Poznań |
| 2.  | KS Pomorzanin Toruń |
| 3.  | LKS Gąsawa          |